# Article 7 de la Constitution tunisienne de 1959
L’article 7 la Constitution tunisienne de 1959 est le septième des 78 articles de la Constitution tunisienne adoptée le 1er juin 1959. Il définit les principes fondamentaux de la République tunisienne.
Il fait partie des 17 articles du chapitre intitulé « Dispositions générales », qui décrit les dispositions relatives aux principes de base de l'État tunisien de l'article 1 à l'article 4, ainsi qu'aux droits et aux devoirs du citoyen de l'article 5 à l'article 17.

## Texte
« Les citoyens exercent la plénitude de leurs droits dans les formes et conditions prévues par la loi. L'exercice de ces droits ne peut être limité que par une loi prise pour la protection des droits d'autrui, le respect de l'ordre public, la défense nationale, le développement de l'économie et le progrès social. »